# Lesotho na Letnich Igrzyskach Paraolimpijskich 2000
Lesotho na Letnich Igrzyskach Paraolimpijskich 2000 w Sydney reprezentowało dwoje zawodników – jeden mężczyzna i jedna kobieta. Był to debiut reprezentacji Lesotho na igrzyskach paraolimpijskich.

## Wyniki

### Lekkoatletyka
Mężczyźni
- Levy Makoanyane
  - bieg na 100 m T46 – 7. miejsce w biegu eliminacyjnym (12,76 s)[2],
  - bieg na 200 m T46 – 6. miejsce w biegu eliminacyjnym (25,70 s)[3].

Kobiety
- Limpho Rakoto – bieg na 100 m T46, 6. miejsce w biegu eliminacyjnym (14,51 s)[4].